# Пійлівське (заповідне урочище)
Пі́йлівське — заповідне урочище в Україні. Об'єкт природно-заповідного фонду Івано-Франківської області.
Розташоване в межах Калуського району Івано-Франківської області, на північ від села Пійло.
Площа 7,8 га. Статус надано згідно з рішенням облвиконкому від 15.05.1983 року № 166. Перебуває у віданні Пійлівської сільської ради.
Статус надано для збереження частини заболоченої ділянки долини річки Лімниця, де зростають рідкісні види рослин: пальчатокорінник м'ясо-червоний, пальчатокорінник плямистий, пальчатокорінник травневий (занесені до Червоної книги України).